# Birger Jarl
Birger Jarl ali Birger Magnusson je bil švedski državnik, jarl Švedske iz rodbine Bjelbo, ki je igral ključno vlogo v utrjevanju švedske države, * ok. 1210, † 21. oktober 1266.
Bil je vodja drugega švedskega križarskega pohoda na Finsko in ustanovitelj švedske oblasti na  Finskem. Birgerju se pripisuje ustanovitev švedske prestolnice Stockholm leta 1252. Njegov latinski naslov je bil Dux Sweorum (slovensko vojvoda Švedske).

## Življenje
Birger Jarl je bil sin mogotca Magnusa Minniskiölda iz rodbine Bjelbo in švedske plemkinje Ingrid Ylva. 

### De factokralj Švedske
Leta 1240 je vodil križarski pohod proti Finski in Nevi, da bi osvojil ustje reke in kot nemški tekmec zavladal baltskemu trgovanju z Rusijo. V križarski vojni so bili Finci poraženi in pokristjanjeni, na Nevi pa je bilo stanje povsem drugačno, ker so Švedi naleteli na odločen odpor Karelcev in Rusov. 15. julija 1240 je švedsko vojsko v bitki na Nevi  popolnoma razbil novgorodski knez Aleksander, ki je po zmagi dobil vzdevek Nevski. 

### Kralj Švedske
Po smrti Erika XI. leta 1250 je bil za njegovega naslednika izbran Birgerjev sin Valdemar, realna oblast pa je ostala v Birgerjevih rokah. Med njegovim vladanjem se je Švedska tesneje povezala z Dansko in Nemčijo. Nemški priseljenci so pripomogli k razvoju rudarstva na Švedskem, kjer sta se že dolgo pred tem proizvajala baker in železo. Birger je sklenil trgovinski sporazum z Lübeckom in razvijal trgovanje z Novgorodom.

### Reforme
Med Birgerjevo vladavino so se odnosi v državi zelo spremenili. Velik del kmečkega prebivalstva je izgubil svojo zemljo in postal podložnik veleposestnikov, tako posvetnih kot cerkvenih. Odvisnost se je še povečala po kraljevi velikodušni delitvi privilegijev. Vojaško službo so vedno bolj prevzemali vitezi, kmečko prebivalstvo pa je moralo kralju plačevati davek in izponjevati druge obveznosti. Prodiranje fevdalnih odnosov v švedsko družbo je bilo delno povezano z nemškim vplivom.
Birger Jarl je uvedel zakone, ki so ščitili pravice žensk in podvojil kazni za zločine proti cerkvi in kraljevim svetovalcem.

### Gradovi
Med njegovim vladanjem se se začeli na Švedskem graditi gradovi. Veno večjo vlogo je dobivalo trgovanje, ki je bilo večinoma v rokah Dancev in Nemcev. Trgovci so tvorili večino zgornjega sloja meščanskega prebivalstva. Švedska je bila povsem kmetijske država, v kateri gradovi niso igrali pomembne vloge.
Birger Jarl je leta 1252 ustanovil svojo novo prestolnico Stockholm

### Smrt
Birger je umrl 21. oktobra 1266  v Jälbolungu v Västergötlandu. Pokopan je bil v Varnhemski opatiji. 

## Družina
Z neznano materjo je imel izvenzakonskega sina
- Gregersa (Gregorja) Birgerssona, viteza in veleposestnika (umrl 15. januar 1276).

Leta 1238 se je poročil z Ingeborg Eriksdotter, sestro švedskega kralja Erika XI., s katero je imel veliko otrok, od katerih so odrasli:
- Rikissa (r. 1238), poročena z norveškim sokraljem Haakonom Haakonssonom Mlajšim in za njim s Henrikom I., princen Werleja,
- Valdemar  (r. 1238), švedski kralj in do lete 1278 gospod delov  Gotlanda,
- Kristina,
- Magnus (r. 1240), vojvoda Södermanlanda in v letih 1275–1290 švedski kralj,
- verjetno Katarina (r. 1245), poročena s Siegfriedom, grofom Anhalta,
- Erik (r. 1250), vojvoda Smålanda,
- verjetno Ingeborg (r. okoli 1254, u. 30. junija 1302), leta 1270 poročena z Ivanom I. Saškim, in
- Benedikt (r. 1254), vojvoda Finske in škof Linköpinga.

## Vira
- Harrison, Dick (2002). Jarlens sekel: en berättelse om 1200-talets Sverige [The Century of the Jarl: A History of 13th-century Sweden] (v švedščini). Ordfront. ISBN 978-91-7441-359-5.
- Lindström, Henrik; Lindström, Fredrik (2006). Svitjods undergång och Sveriges födelse. Stockholm: Albert Bonniers förlag. ISBN 91-0-010789-1.